# Giovanni Caboto
Giovanni Caboto (1450 formodentlig i Genua-1499; også kaldet John Cabot) var en italiensk født søfarer og opdagelsesrejsende. Caboto gik i engelsk tjeneste i 1490 og opdagede i 1497 under et forsøg på at nå Indien gennem Nordvestpassagen et land, han kaldte "Terra de prima vista", og som han troede var nordøstkysten af Asien. Det drejede sig formentlig om vestkysten af Labrador.
Cabot var omkring 1490 medborger i Venedig, da han med sine sønner drog til England. Der fandt han tilslutning til at søge den østlige søvej til Indien. Han afsejlede fra Bristol i maj 1497 med blot et skib og nåede Cape Breton Island i Newfoundland den 24. juni samme år. Selv troede han, at han havde nået det nordøstlige Asien. Året efter begav han sig atter ud, denne gang med fem skibe. Intet af skibene vendte tilbaga, og man har aldrig fundet deres vrag. Blot få år efter Cabots sejlads begyndte vesteuropæiske fiskere at fiske ud for Newfoundlands kyst.
- Wikimedia Commons har flere filer relateret til Giovanni Caboto